# Estoril Open 2002 - Qualificazioni singolare maschile
Le qualificazioni del singolare maschile dell'Estoril Open 2002 sono state un torneo di tennis preliminare per accedere alla fase finale della manifestazione. I vincitori dell'ultimo turno sono entrati di diritto nel tabellone principale. In caso di ritiro di uno o più giocatori aventi diritto a questi sono subentrati i lucky loser, ossia i giocatori che hanno perso nell'ultimo turno ma che avevano una classifica più alta rispetto agli altri partecipanti che avevano comunque perso nel turno finale.
Le qualificazioni del torneo Estoril Open 2002 prevedevano 32 partecipanti di cui 4 sono entrati nel tabellone principale.

## Teste di serie
1. Juan Antonio Marín (Qualificato)
2. German Puentes-Alcaniz (secondo turno)
3. David Ferrer (ultimo turno)
4. Oscar Serrano-Gamez (ultimo turno)

1. Marko Tkalec (ultimo turno)
2. Francisco Costa (Qualificato)
3. Radek Štěpánek (Qualificato)
4. Emanuel Couto (primo turno)

## Qualificati
1. Juan Antonio Marín
2. Fernando Verdasco

1. Francisco Costa
2. Radek Štěpánek

## Tabellone

### Legenda
| - Q = Qualificato - WC = Wild card - LL = Lucky loser | - ALT = Alternate - SE = Special Exempt - PR = Protected Ranking | - w/o = Walkover - r = Ritirato - d = Squalificato |

### Sezione 1
|  | Primo turno    | Primo turno    | Primo turno    | Primo turno | Primo turno |  |  | Secondo turno | Secondo turno      | Secondo turno      | Secondo turno | Secondo turno |   |   | Ultimo turno | Ultimo turno       | Ultimo turno       | Ultimo turno | Ultimo turno |  |
|  |                |                |                |             |             |  |  |               |                    |                    |               |               |   |   |              |                    |                    |              |              |  |
|  |                |                |                |             |             |  |  |               |                    |                    |               |               |   |   |              |                    |                    |              |              |  |
|  |                |                |                |             |             |  |  | 1             | Juan Antonio Marín | Juan Antonio Marín | 6             | 6             |   |   |              |                    |                    |              |              |  |
|  | Rui Machado    | Rui Machado    | Rui Machado    | 6           | 4           |  |  |               | Rui Machado        | Rui Machado        | 0             | 1             |   |   |              |                    |                    |              |              |  |
|  | Andre Mota     | Andre Mota     | Andre Mota     | 4           | 1r          |  |  |               |                    |                    |               |               |   |   | 1            | Juan Antonio Marín | Juan Antonio Marín | 6            | 6            |  |
|  | Nuno Marques   | Nuno Marques   | Nuno Marques   | 6           | 6           |  |  |               |                    | 5                  | Marko Tkalec  | Marko Tkalec  | 4 | 4 |              |                    |                    |              |              |  |
|  | Jeremy Moreira | Jeremy Moreira | Jeremy Moreira | 1           | 1           |  |  |               | Nuno Marques       | Nuno Marques       | 2             | 4             |   |   |              |                    |                    |              |              |  |
|  | 5              | Marko Tkalec   | Marko Tkalec   | 6           | 6           |  |  | 5             | Marko Tkalec       | Marko Tkalec       | 6             | 6             |   |   |              |                    |                    |              |              |  |
|  |                | Joao Zilhao    | Joao Zilhao    | 1           | 2           |  |  |               |                    |                    |               |               |   |   |              |                    |                    |              |              |  |

### Sezione 2
|  | Primo turno      | Primo turno       | Primo turno   | Primo turno | Primo turno |  |  | Secondo turno     | Secondo turno          | Secondo turno          | Secondo turno     | Secondo turno     |   |   | Ultimo turno  | Ultimo turno  | Ultimo turno  | Ultimo turno | Ultimo turno |  |
|  |                  |                   |               |             |             |  |  |                   |                        |                        |                   |                   |   |   |               |               |               |              |              |  |
|  |                  |                   |               |             |             |  |  |                   |                        |                        |                   |                   |   |   |               |               |               |              |              |  |
|  |                  |                   |               |             |             |  |  | 2                 | German Puentes-Alcaniz | German Puentes-Alcaniz | 4                 | 5                 |   |   |               |               |               |              |              |  |
|  | Bernardo Mota    | Bernardo Mota     | Bernardo Mota | 6           | 6           |  |  |                   | Bernardo Mota          | Bernardo Mota          | 6                 | 7                 |   |   |               |               |               |              |              |  |
|  | Pedro Pereira    | Pedro Pereira     | Pedro Pereira | 1           | 2           |  |  |                   |                        |                        |                   |                   |   |   | Bernardo Mota | Bernardo Mota | Bernardo Mota | 5            | 3            |  |
|  | Tiago Godinho    | Tiago Godinho     | 4             | 6           | 6           |  |  |                   |                        | Fernando Verdasco      | Fernando Verdasco | Fernando Verdasco | 7 | 6 |               |               |               |              |              |  |
|  | Jorge Laranjeiro | Jorge Laranjeiro  | 6             | 4           | 1           |  |  | Tiago Godinho     | Tiago Godinho          | Tiago Godinho          | 2                 | 1                 |   |   |               |               |               |              |              |  |
|  |                  | Fernando Verdasco | 4             | 7           | 6           |  |  | Fernando Verdasco | Fernando Verdasco      | Fernando Verdasco      | 6                 | 6                 |   |   |               |               |               |              |              |  |
|  | 8                | Emanuel Couto     | 6             | 5           | 4           |  |  |                   |                        |                        |                   |                   |   |   |               |               |               |              |              |  |

### Sezione 3
|  | Primo turno        | Primo turno        | Primo turno        | Primo turno | Primo turno |  |  | Secondo turno | Secondo turno   | Secondo turno   | Secondo turno   | Secondo turno |   |   | Ultimo turno | Ultimo turno | Ultimo turno | Ultimo turno | Ultimo turno |  |
|  |                    |                    |                    |             |             |  |  |               |                 |                 |                 |               |   |   |              |              |              |              |              |  |
|  |                    |                    |                    |             |             |  |  |               |                 |                 |                 |               |   |   |              |              |              |              |              |  |
|  |                    |                    |                    |             |             |  |  | 3             | David Ferrer    | David Ferrer    | 6               | 6             |   |   |              |              |              |              |              |  |
|  | Helder Lopes       | Helder Lopes       | Helder Lopes       | 6           | 6           |  |  |               | Helder Lopes    | Helder Lopes    | 2               | 3             |   |   |              |              |              |              |              |  |
|  | Pedro Leao-Saraiva | Pedro Leao-Saraiva | Pedro Leao-Saraiva | 3           | 1           |  |  |               |                 |                 |                 |               |   |   | 3            | David Ferrer | 6            | 4            | 3            |  |
|  | Andre Lopes        | Andre Lopes        | Andre Lopes        | 7           | 6           |  |  |               |                 | 6               | Francisco Costa | 0             | 6 | 6 |              |              |              |              |              |  |
|  | Vasco Antunes      | Vasco Antunes      | Vasco Antunes      | 5           | 2           |  |  |               | Andre Lopes     | Andre Lopes     | 5               | 6(0)          |   |   |              |              |              |              |              |  |
|  | 6                  | Francisco Costa    | Francisco Costa    | 6           | 6           |  |  | 6             | Francisco Costa | Francisco Costa | 7               | 7             |   |   |              |              |              |              |              |  |
|  |                    | Goncalo Pereira    | Goncalo Pereira    | 0           | 2           |  |  |               |                 |                 |                 |               |   |   |              |              |              |              |              |  |

### Sezione 4
|  | Primo turno        | Primo turno         | Primo turno         | Primo turno | Primo turno |  |  | Secondo turno | Secondo turno       | Secondo turno       | Secondo turno  | Secondo turno |   |   | Ultimo turno | Ultimo turno        | Ultimo turno | Ultimo turno | Ultimo turno |  |
|  |                    |                     |                     |             |             |  |  |               |                     |                     |                |               |   |   |              |                     |              |              |              |  |
|  | 4                  | Oscar Serrano-Gamez | Oscar Serrano-Gamez | 6           | 6           |  |  |               |                     |                     |                |               |   |   |              |                     |              |              |              |  |
|  |                    | Nelson Almeida      | Nelson Almeida      | 0           | 0           |  |  | 4             | Oscar Serrano-Gamez | Oscar Serrano-Gamez | 6              | 6             |   |   |              |                     |              |              |              |  |
|  | Frederico Marques  | Frederico Marques   | Frederico Marques   | 7           | 7           |  |  |               | Frederico Marques   | Frederico Marques   | 0              | 0             |   |   |              |                     |              |              |              |  |
|  | Hugo Anao          | Hugo Anao           | Hugo Anao           | 64          | 5           |  |  |               |                     |                     |                |               |   |   | 4            | Oscar Serrano-Gamez | 7            | 2            | 2            |  |
|  | Francisco Neves    | Francisco Neves     | Francisco Neves     | 6           | 6           |  |  |               |                     | 7                   | Radek Štěpánek | 5             | 6 | 6 |              |                     |              |              |              |  |
|  | Joao-Miguel Campos | Joao-Miguel Campos  | Joao-Miguel Campos  | 3           | 2           |  |  |               | Francisco Neves     | Francisco Neves     | 1              | 2             |   |   |              |                     |              |              |              |  |
|  | 7                  | Radek Štěpánek      | Radek Štěpánek      | 6           | 6           |  |  | 7             | Radek Štěpánek      | Radek Štěpánek      | 6              | 6             |   |   |              |                     |              |              |              |  |
|  |                    | Luís Lourenço       | Luís Lourenço       | 2           | 3           |  |  |               |                     |                     |                |               |   |   |              |                     |              |              |              |  |